# Calepitrimerus baileyi
Calepitrimerus baileyi är en spindeldjursart som beskrevs av Hartford Hammond Keifer 1938. Calepitrimerus baileyi ingår i släktet Calepitrimerus och familjen Eriophyidae. Inga underarter finns listade.